# Lijst van weg- en veldkapellen in Kerkrade
Dit is een onvolledige lijst van veldkapellen in de Nederlandse gemeente Kerkrade. Kapelletjes komen vooral in het zuiden van Nederland voor en werden dikwijls gebouwd ter verering van een heilige.
| Kapel                             | Adres                                           | Plaats          | Bouwperiode  | Architect | Foto                       |
| --------------------------------- | ----------------------------------------------- | --------------- | ------------ | --------- | -------------------------- |
| Mariakapel                        | Teutelebroekstraat                              | Chevremont      | 1947         |           |                            |
| Mariakapel                        | Marialaan-Clemensstraat                         | Eygelshoven     | 1938         |           |                            |
| Mariakapel (niskapel)             | Lichtenbergstraat 54                            | Haanrade        | ca.1850      |           |                            |
| Piëtakapel                        | Beukenboschstraat                               | Haanrade        | 1919         |           |                            |
| Mariakapel (niskapel)             | Zwaluwstraat-Putterstraat                       | Hopel           | 1948         |           |                            |
| Mariakapel (Hamboskapel)          | Nullanderbergsweg (Hambos)                      | Kerkrade        | 1937         |           |                            |
| Koningin van de Vredekapel        | Hoofdstraat 22                                  | Kerkrade        | 1964         |           | Koningin van de Vredekapel |
| Mariakapel                        | Kanunnik Kruyderpad (Rolduckerveld)             | Kerkrade        | 1846 en 2002 |           |                            |
| Onze-Lieve-Vrouw-van-Lourdeskapel | Joseph Rietrastraat-Bernard Pothasstraat        | Kerkrade        | 1905 en 1946 |           |                            |
| Kerkhofkapel (Rolduc)             | Heyendaallaan 81                                | Abdij Rolduc    |              |           |                            |
| Mariakapel                        | Kleingraverstraat                               | Spekholzerheide | 1937         |           | Mariakapel Spekholzerheide |
| Calvariekapel (niskapel)          | Callistusstraat-Dr. Nolensstraat-Oude Tunnelweg | Terwinselen     | 1935         |           | Calvariekapel Terwinselen  |